# Beata Mårtensson
Beata Mårtensson-Brummer, född Mårtensson 1 april 1880 i Lund, död 1956 i Stockholm, var en svensk keramiker och konstnär.
Beata Mårtensson studerade på Högre konstindustriella skolan i Stockholm och var 1902–1905 och 1907–1911 lärare och 1915–1920 överlärare där. Hon var den första kvinnliga konstnären vid Gustavsbergs porslinsfabrik 1908–1910 under Gunnar G:son Wennerbergs ledning. Mårtensson tillverkade skålar, vaser och bordsserviser. Hon flyttade sedan till Paris och bodde från 1920 i New York men återvände till Sverige 1953.